# Rawa Mazowiecka
Rawa Mazowiecka este un oraș în Polonia.

## Personalități născute aici
- Halina Konopacka (1900 - 1989), atletă.